# Branko Lustig
Branko Lustig (ur. 10 czerwca 1932 w Osijeku, zm. 13 listopada 2019 w Zagrzebiu) – chorwacki producent filmowy. Jedyny Chorwat, który zdobył dwa Oscary.

## Młodość
Lustig urodził się in Osijeku (Królestwo Jugosławii, obecnie Chorwacja) w rodzinie chorwackich Żydów. Jego ojciec, Mirko, był kierownikiem sali w Osijek Café Central, matka Vilma opiekowała się domem. Jego dziadkowie, w przeciwieństwie do rodziców byli ortodoksyjnymi Żydami. Podczas II wojny światowej był więźniem obozów koncentracyjnych: Auschwitz-Birkenau oraz Bergen-Belsen. Większość rodziny, w tym dziadkowie nie przetrwała wojny. Ojciec został zabity w Čakovcu 15 marca 1945 roku (przez wojska węgierskie), natomiast matka przetrwała Holocaust odzyskując syna, który po wojnie ważył zaledwie 33 kilogramy. Lustig przetrwał Auschwitz dzięki oficerowi, który pochodził z okolic Osijeka i znał jego ojca.

## Kariera filmowa
Lustig rozpoczął swoją karierę w roku 1955 jako asystent reżysera w Jadran Filmie. W 1956 debiutował jako kierownik produkcji w wojennym filmie Branko Bauera Ne okreći se sine (Nie odwracaj się, synu), który zdobył m.in. 3 nagrody Golden Arena na festiwalu filmowym w Puli. W latach osiemdziesiątych XX wieku współpracował m.in. przy filmach Wybór Zofii, serialu Wichry wojny (1983) i jego kontynuacji Wojna i pamięć (1988). W 1988 wyemigrował do USA.
W roku 1993 Lustig był współproducentem Listy Schindlera, za którą otrzymał swojego pierwszego Oscara. Drugiego producenckiego Oscara zdobył w 2001 roku za Gladiatora. Współpracował jako producent, lub kierownik produkcji m.in. przy:
- The Peacemaker (1997),
- Hannibal (2001)
- Helikopter w ogniu (2001).

W roku 2008, Lustig współtworzył niezależną firmę producencką Six Point Films

## Wyróżnienia
Lustig otrzymał w roku 1994 order księcia Trpimira z rąk prezydenta  Chorwacji Franjo Tuđmana. W roku 2008 jako pierwszy filmowiec w historii otrzymał doktorat honoris causa uniwersytetu w Zagrzebiu.
Lustig był również honorowym prezydentem i współtwórcą Festivalu židovskog filma (festiwalu filmu żydowskiego) w Zagrzebiu. We wrześniu 2010 Lustig otrzymał honorowe obywatelstwo miasta Osijek.
W roku 2015 Lustig przekazał statuetkę Oscara zdobytą  za Listę Schindlera  w darze instytutowi Jad Waszem. 

## Życie osobiste
Od 1970 roku był żonaty z Mirjaną Lustig. 2 maja 2011 roku obchodził swoją bar micwę. Ceremonia miała miejsce w obozie koncentracyjnym Auschwitz. W tym miejscu Lustig obchodził podczas wojny 13 urodziny, podczas których powinna odbyć się zgodnie z tradycją ta uroczystość wejścia w dorosłość. Wydarzenie miało miejsce podczas Marszu Żywych
Lustig mieszkał w Los Angeles oraz Zagrzebiu.